# Michail Fridman
Michail Marátovitj Fridman, ryska: Михаил Маратович Фридман, född 21 april 1964 i Lvov i Ukrainska SSR i Sovjetunionen, är en rysk-israelisk affärsman, med hans företagsgrupp Konsortsium Alfa-Grupp. Bland företagen som han är delägare i finns Alfa-Bank, Megafon och Altimo. Han är en av de yngsta oligarkerna.
Den amerikanska ekonomitidskriften Forbes rankar Fridman till att vara den åttonde rikaste ryssen samt världens 93:e rikaste med en förmögenhet på $14,2 miljarder för den 15 maj 2018.